# Migneron de Charlevoix
Migneron de Charlevoix est une marque commerciale apposée sur un fromage produit dans la région de Baie-Saint-Paul (Québec). Le fromage et la marque qui lui est attachée appartiennent à Maurice Dufour, affineur.

## Informations techniques
Le Migneron de Charlevoix est un formage à pâte semi-ferme. Il est fait de lait entier de vache « provenant de troupeaux de vaches de la Vallée de Baie-Saint-Paul». Il est présent sur le marché québécois depuis 1994. Sa pâte est semi-ferme quant à sa croûte, elle est semi-lavée. Il est produit par Maison d'Affinage Maurice Dufour.